# Кармалка (приток Сульмашки)
Кармалка (Караморка) — река в России, протекает по Пермскому краю. Устье реки находится в 7,2 км по правому берегу реки Сульмашка. Длина реки составляет 13 км.

## Данные водного реестра
По данным государственного водного реестра России относится к Камскому бассейновому округу, водохозяйственный участок реки — Белая от города Бирск и до устья, речной подбассейн реки — Белая. Речной бассейн реки — Кама.
Код объекта в государственном водном реестре — 10010201612111100025711.